# Linie 1 (Metro Nischni Nowgorod)
| Station Awtosawodskaja |                          |                      |                      |
| Verlauf der Linie 1 (rot) |                          |                      |                      |
| Streckenlänge: | 15,1 km                  |                      |                      |
| Spurweite: | 1520 mm (Russische Spur) |                      |                      |
| |                          |                      |                      |
| Eröffnung: | 20. November 1985        |                      |                      |
| Stationen: | 11                       |                      |                      |
| Fahrtdauer gesamt: | 20 Minuten               |                      |                      |
| \| \| 0,0 \| Gorkowskaja \| Gorkowskaja \| \| \| \| \| \| \| \| \| Oka \| \| \| \| \| \| \| \| \| \| Moskowskaja \| \| \| \| \| Tschkalowskaja \| \| \| \| \| Leninskaja \| \| \| \| \| Saretschnaja \| \| \| \| \| Dwigatel’ Rewoljuzii \| \| \| \| \| Proletarskaja \| \| \| \| \| Awtosawodskaja \| \| \| \| \| Kirowskaja \| \| \| \| 15,1 \| Park Kultury \| Park Kultury \| |                          |                      |                      |
| | 0,0                      | Gorkowskaja          | Gorkowskaja          |
| U-Bahn-Tunnelende |                          |                      |                      |
| U-Bahn-Brücke über Wasserlauf |                          | Oka                  | Oka                  |
| U-Bahn-Tunnelanfang |                          |                      |                      |
| U-Bahn-Bahnhof mit S-Bahn-Halt (im Tunnel) |                          | Moskowskaja          | Moskowskaja          |
| U-Bahn-Haltepunkt / Haltestelle (im Tunnel) |                          | Tschkalowskaja       | Tschkalowskaja       |
| U-Bahn-Haltepunkt / Haltestelle (im Tunnel) |                          | Leninskaja           | Leninskaja           |
| U-Bahn-Haltepunkt / Haltestelle (im Tunnel) |                          | Saretschnaja         | Saretschnaja         |
| U-Bahn-Haltepunkt / Haltestelle (im Tunnel) |                          | Dwigatel’ Rewoljuzii | Dwigatel’ Rewoljuzii |
| U-Bahn-Haltepunkt / Haltestelle (im Tunnel) |                          | Proletarskaja        | Proletarskaja        |
| U-Bahn-Haltepunkt / Haltestelle (im Tunnel) |                          | Awtosawodskaja       | Awtosawodskaja       |
| U-Bahn-Haltepunkt / Haltestelle (im Tunnel) |                          | Kirowskaja           | Kirowskaja           |
| U-Bahn-Kopfbahnhof Streckenende (im Tunnel) | 15,1                     | Park Kultury         | Park Kultury         |

Die Linie 1 oder Awtosawodskaja-Linie (russisch Автозаводская линия) ist die erste von inzwischen zwei U-Bahn-Linien der Metro Nischni Nowgorod und trägt die Kurzbezeichnung „M1“. Sie ging 1985 in Nischni Nowgorod (heute Russland) in Betrieb und kreuzt die Stadt auf einer Nordwest-Südost-Achse. Der Umsteigebahnhof zur zweiten Linie, die sie nicht kreuzt, sondern lediglich berührt, ist der Bahnhof „Moskowskaja“ (russisch Московская). Die Linie bedient elf Stationen. Die Streckenlänge beträgt 15,1 Kilometer (9,4 Meilen) und ist damit rund doppelt so lang, wie die Strecke der Linie 2 („M2“).

## Depot und Fahrzeuge
Die Linie wird vom Proletarskoje Depot bedient. Es wurde zusammen mit der ersten Etappe der Linie 1 im Jahr 1985 eröffnet. Das Depot verwendet Waggons bestehender Züge der Baureihe 81-717/714 (seit 1985), 81-717,5/714,5 (seit 1991) und 81-717,6/714,6 (seit 2012). Früher auf der Linie gebrauchte Wagen der Baureihe "D", aber sie wurden 1993 stillgelegt.

## Geschichte

### Chronologie
Am 20. November 1985 wurde der 6,8 Kilometer lange Streckenabschnitt von Moskowskaja bis Proletarskaja in Betrieb genommen. Die Nischni Nowgoroder Metro hatte zu dieser Zeit sechs Stationen. Zusammen mit der Fertigstellung des ersten Bauabschnitts der Linie 1 wurde 1985 das Depot Proletarskoje in Betrieb genommen. Es handelt sich bislang um das einzige Depot der Metro.
Am 8. August 1987 wurde ein neuer Abschnitt der Linie von Proletarskaja nach Komsomolskaja eröffnet. Die Streckenerweiterung war 2,1 Kilometer lang und enthielt zwei Stationen.
15. November 1989 wurde die südliche Streckenerweiterung um 2,4 Kilometer von Komsomolskaja zum Park Kultury eröffnet. Sie beinhaltete zwei neue Stationen.
Am 4. November 2012 wurde ein neuer Abschnitt der Linie von Moskowskaja nach Gorkowskaja eröffnet. Gorkowskaja wurde die erste Station in der Oberstadt. Zwischen den Stationen wurde eine U-Bahn-Brücke über den Fluss Oka gebaut, die auch für Bodentransport geöffnet ist. Die Länge der Strecke stieg um 3,2 Kilometer an.

### Umbenennungen von Stationen
Die Station Awtosawodskaja sollte ursprünglich Sewernaja genannt werden. In der Nähe befindet sich der Eingang „Sewernaja“ des Gorkowski Awtomobilny Sawod. Die Station Moskowski Woksal wurde umbenannt in Moskowskaja. Die Station Park Kultury war als Schdanowskaja geplant.

## Ausbauplanungen
Die nächste Etappe ist geplant, um die Strecke zum Zentrum der Stadt zu verlängern – zum Opernhaus und zum Sennaja-Platz. Der Bau des Gorkowskaja–Sennaja-Abschnitts wird voraussichtlich im Jahr 2018 begonnen und soll bis 2021 zum 800. Jahrestag von Nischni Nowgorod abgeschlossen sein.
Im genehmigten Stadtentwicklungsplan ist der Bau einer Linie 3 (Nagornaja) zur Oberstadt vorgesehen, die 15 Stationen erhalten soll. Es ist auch geplant, die Station Operny teatr zur Umsteigestation mit der Linie 1 zu machen.